# Macronoctua dolens
Macronoctua dolens là một loài bướm đêm trong họ Noctuidae.